# Rogeria leptonana
Rogeria leptonana é uma espécie de formiga do gênero Rogeria, pertencente à subfamília Myrmicinae.